# Dinorider
Dinorider er en dansk animationsfilm fra 2010 med instruktion og manuskript af Peter Lopes Andersson.

## Handling
En dreng med en indestængt vrede og en dinosaur i lommen får en dag nok af de voksne. En rock and roll-animationsfilm om ikke at elske sin næste.